# 키 크기
암호학에서 키 크기(key size), 키 길이(key length), 키 스페이스(key space)는 암호 키가 나타낼 수 있는 모든 순열(permutation)들의 집합이다. 키 길이는 알고리즘의 보안의 상한에 위치하는데, 그 이유는 모든 알고리즘의 보안이 무차별 대입 공격에 의해 위배될 수 있기 때문이다. 이상적으로 알고리즘 보안의 하한은 설계상 키 길이와 동일하다. 사실상 대부분의 대칭 키 알고리즘들은 이들의 키 길이와 동일한 보안을 보유하도록 설계되어 있다. 그러나 설계 이후 새로운 공격이 발견될 수 있다. 이를테면 트리플 DES는 168비트 키를 보유하도록 설계되었으나 현재 알려진 공격으로 2112가 밝혀져 있다. 그럼에도 불구하고 보안이 특정 애플리케이션에 충분한 경우에 한해 키 길이와 보안이 일치하는 경우는 문제가 되지 않는다.